# John William Godward
John William Godward (Londres, 9 de agosto de 1861 — Londres, 13 de dezembro de 1922) foi um pintor inglês do final do período Pré-rafaelita. Foi um protegido de Sir Lawrence Alma-Tadema, mas seu estilo perdeu o gosto do público com a concorrência de pintores como Picasso.

## Vida pessoal
John nasceu em Londres, em 1861, mas viveu parte da vida em Wilton Grove, Wimbledon. Filho de Sarah Eboral e John Godward, um corretor de seguros, em Londres. Era o mais velho de cinco filhos, levando o nome do pai, John, e do avô, William. Foi batizado na igreja de St. Mary's, em 17 de outubro de 1861. As atitudes pomposas e arrogantes da família o tornaram uma pessoa tímida e reclusa na vida adulta.

## Carreira
John exibiu seus trabalhos na Royal Academy em 1887. Quando se mudou para a Itália com uma de suas modelos, sua família cortou qualquer relação e contato com John, tendo até mesmo cortado suas fotos dos álbuns de família.

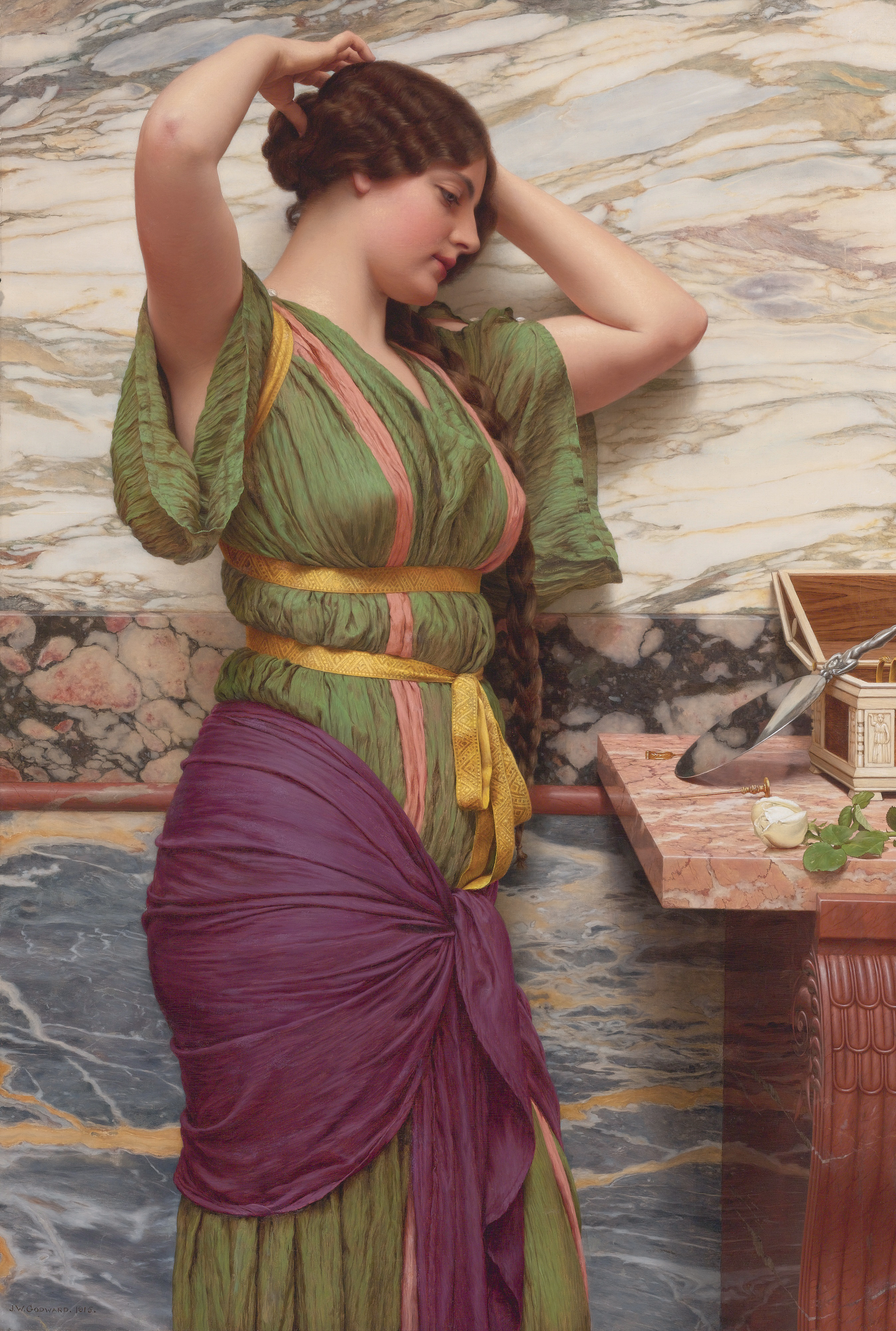
A fair reflection, por John William Godward

Uma de suas mais conhecidas pinturas é Dolce far Niente (1904), foi comprada por Andrew Lloyd Webber em 1995. Em muitos casos, John pintava várias versões de uma mesma pintura, pois existe uma versão mais antiga deste mesmo quadro, datando de 1897.

## Morte
John William Godward suicidou-se aos 61 anos, em 1922, e diz-se que em seu bilhete de suicida estava escrito que "o mundo não é grande o suficiente para mim e Picasso". Ele foi sepultado no Brompton Cemetery, zona oeste de Londres.
Sua já problemática família, que desaprovava sua carreira de artista, com a vergonha que trouxe o suicídio de John, acabou queimando todos os seus documentos. Não se sabe se restou alguma fotografia de Godward.

## Trabalhos
Godward foi um pintor neoclássico vitoriano e, consequentemente, um seguidor das teorias de Frederic Leighton. Entretanto, estilisticamente foi mais ligado a Sir Lawrence Alma-Tadema, com quem dividiu uma predileção pela estrutura clássica, como paisagens estáticas e formas construídas com mármore.
A grande maioria do trabalho de John contém mulheres em roupas clássicas, posando em paisagens estáticas, algumas semi-nuas ou totalmente nuas, o que denota sua principal inspiração, que eram as civilizações clássicas, com especial atenção para a Roma Antiga e Grécia.
John era meticuloso na pesquisa história na hora de compor seus quadros. Era importante reter o maior nível de detalhamento possível para garantir autenticidade. Alma-Tadema, por exemplo, era tanto um pintor quanto arqueólogo, que trabalhava em sítios arqueológicos coletando artefatos que, posteriormente, usava em seus trabalhos. John também estudava detalhes com afinco, como arquitetura e vestuário para garantir o máximo de autenticidade possível.
A presença de tantas mulheres em seus quadros fez muitos apreciadores de suas obras o categorizarem, erroneamente, como um Pré-rafaelita, especialmente por sua paleta vibrante de cores. A escolha do assunto (civilização antiga versus, por exemplo, lenda arturiana) é mais propriamente neoclasicista vitoriana. Porém, é apropriado dizer que, em comum com numerosos pintores contemporâneos com ele, Godward era um "sonhador vitoriano", produzindo belas imagens de um mundo que foi idealizado e romantizado, e que, no caso de Godward e Alma-Tadema, veio a ser criticado como uma visão do mundo de "vitorianos em togas".
John William Godward logo estabeleceu uma renomada reputação por seus quadros de jovens mulheres em uma paisagem clássica e sua habilidade de aliar sensibilidade e técnica com texturas contrastantes como mármore e pele, tecido e peles.

## Galeria

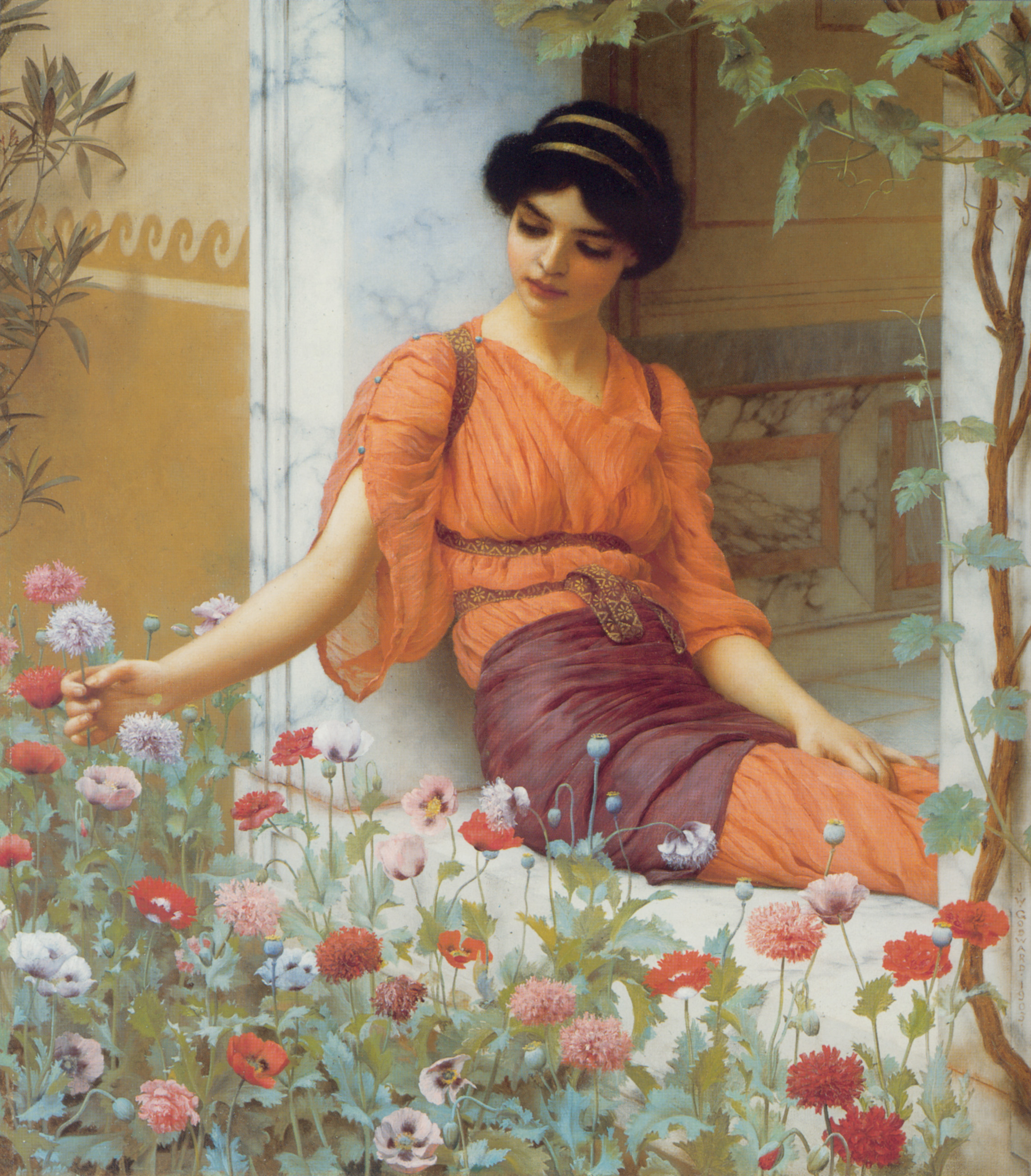
"Summer Flowers", 1903
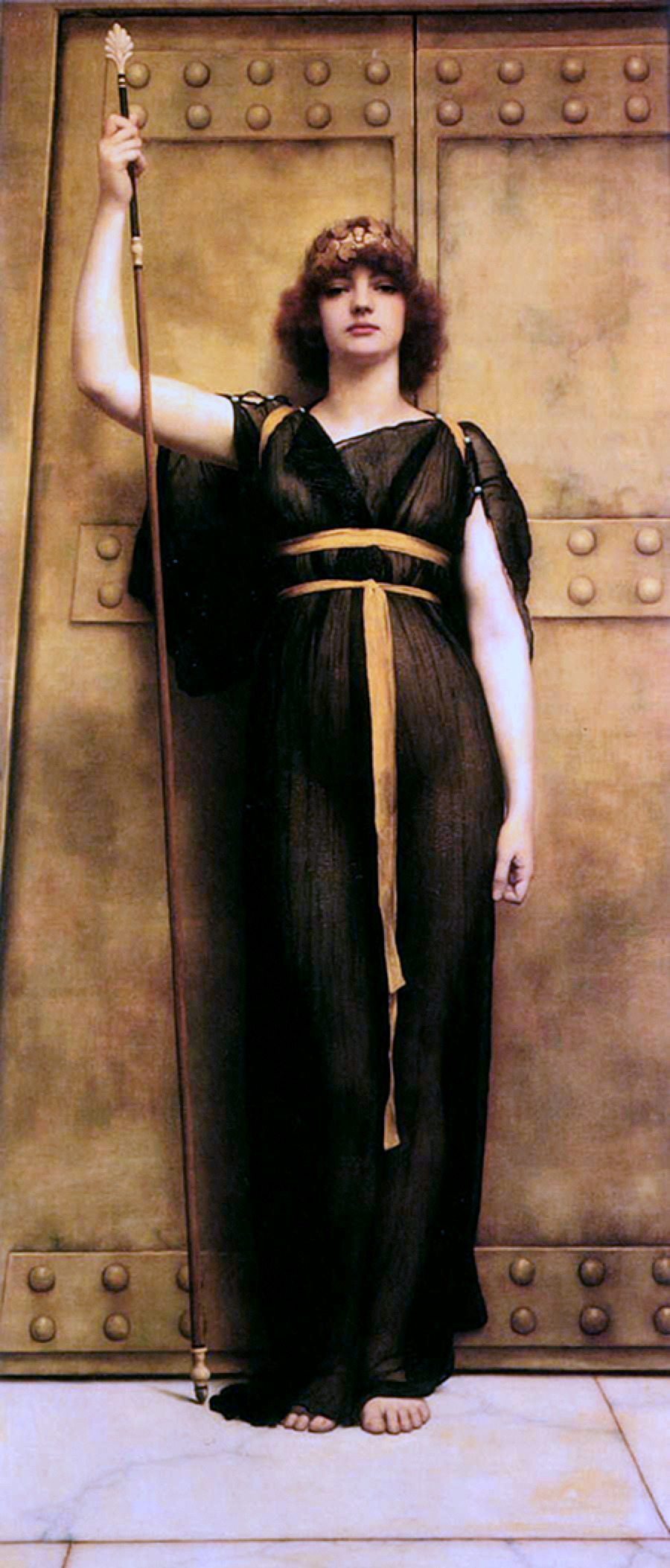
"A Priestess", 1894
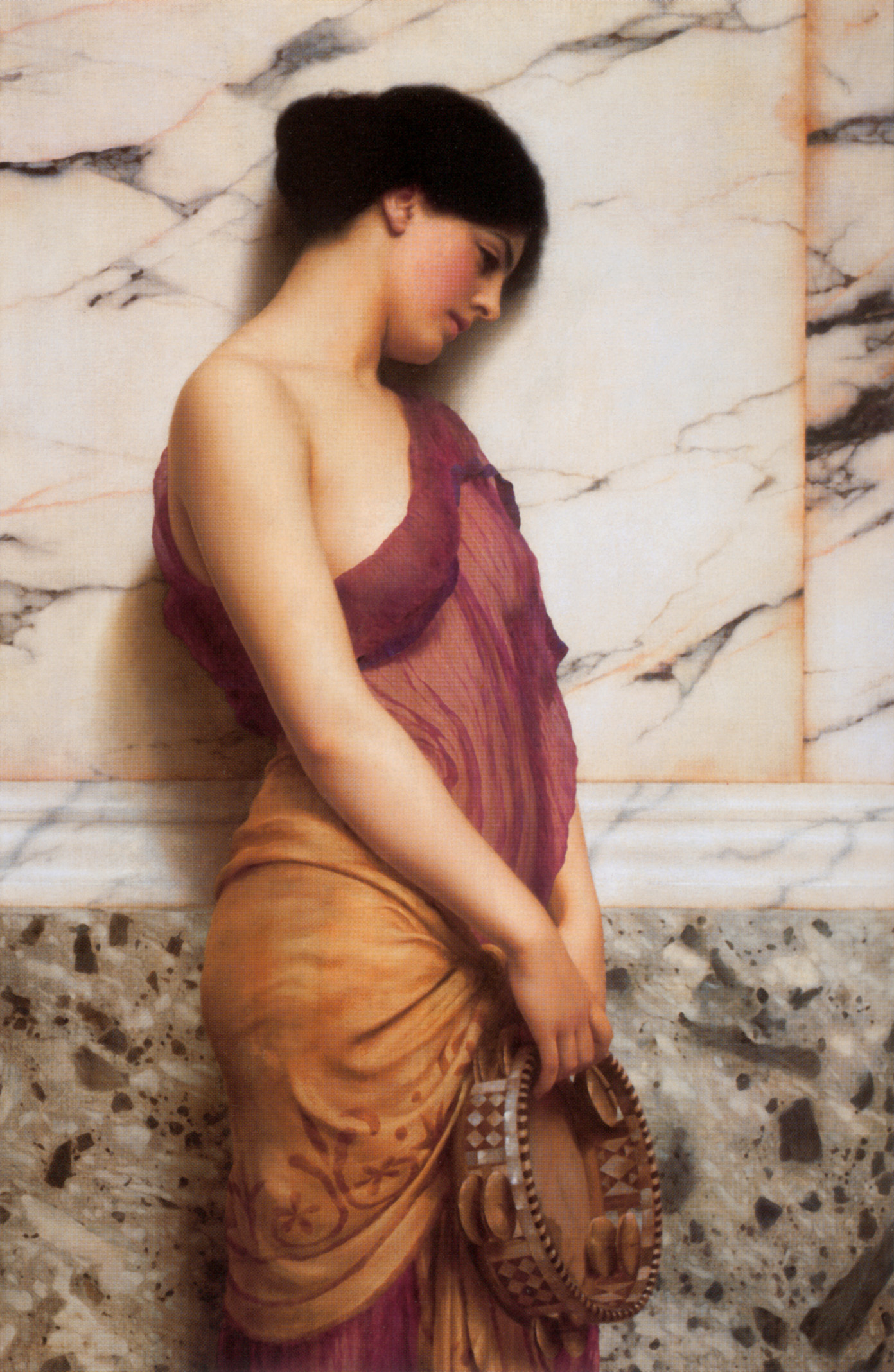
"The Tambourine Girl", 1906
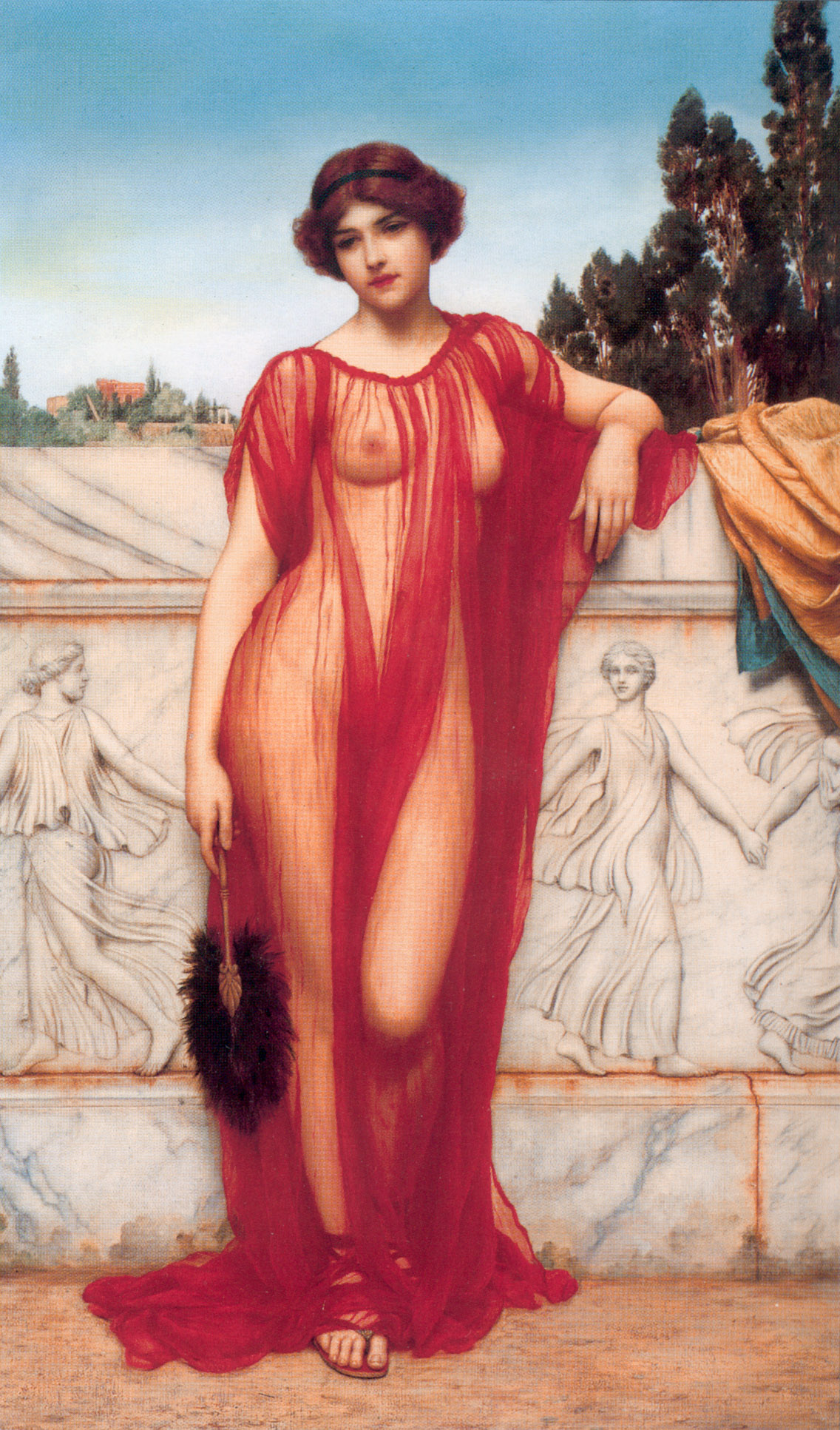
"Athenais", 1908
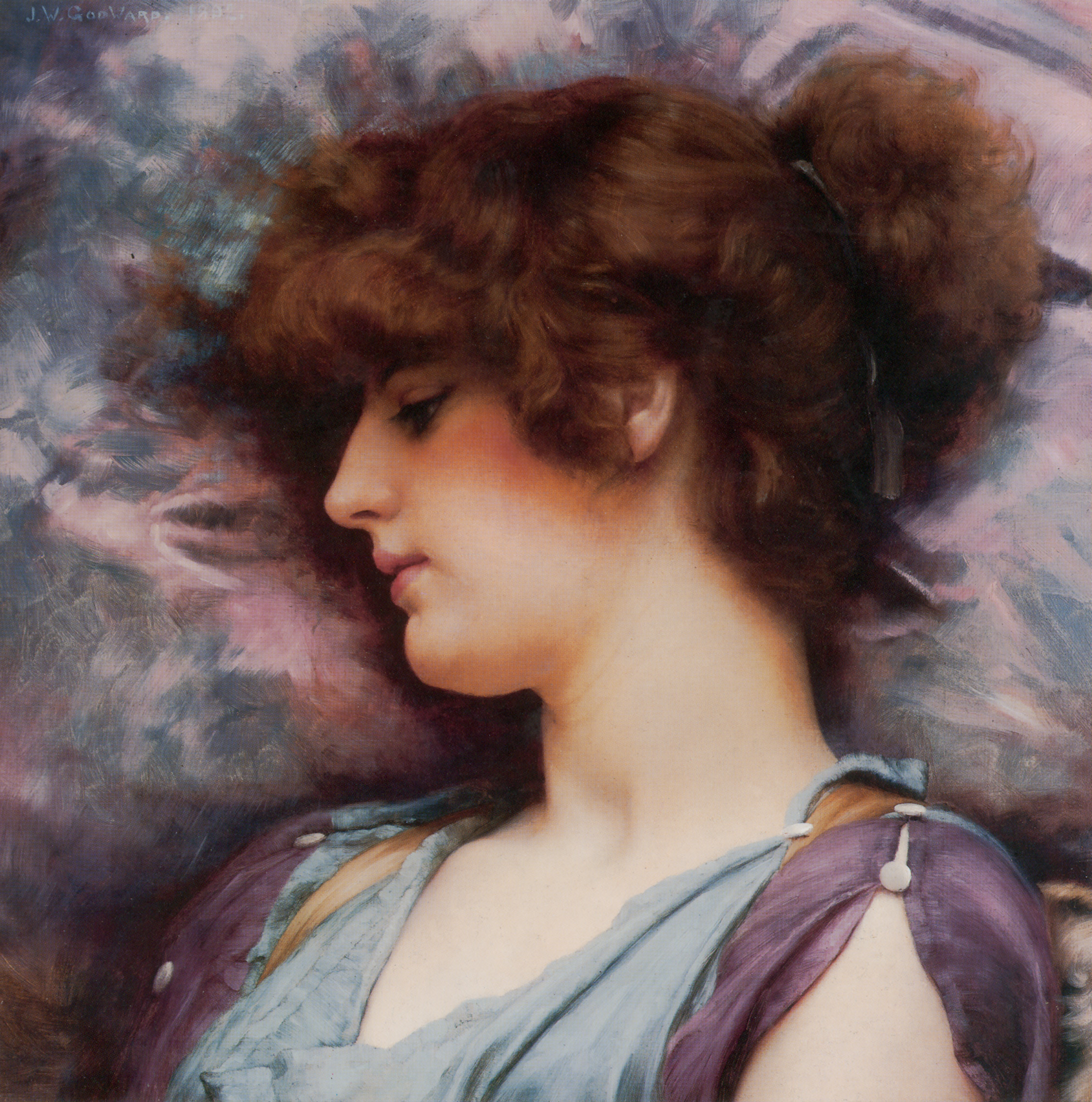
Far Away Thoughts
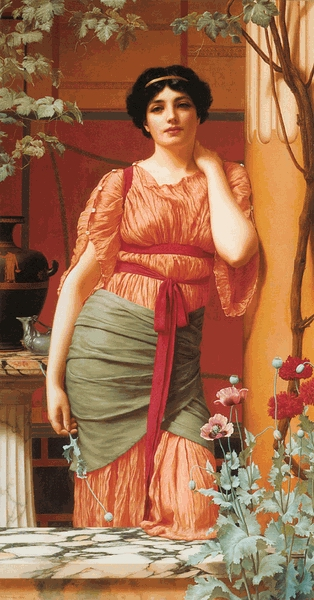
Nerissa
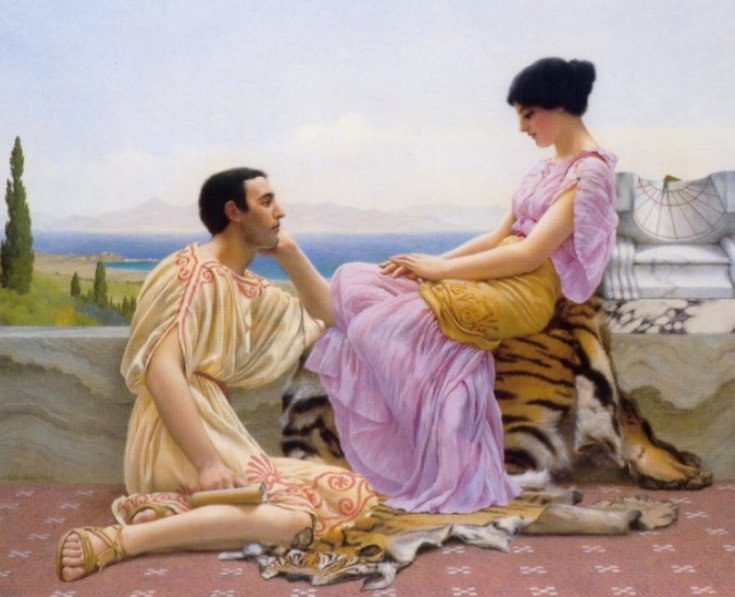
Youth and Time
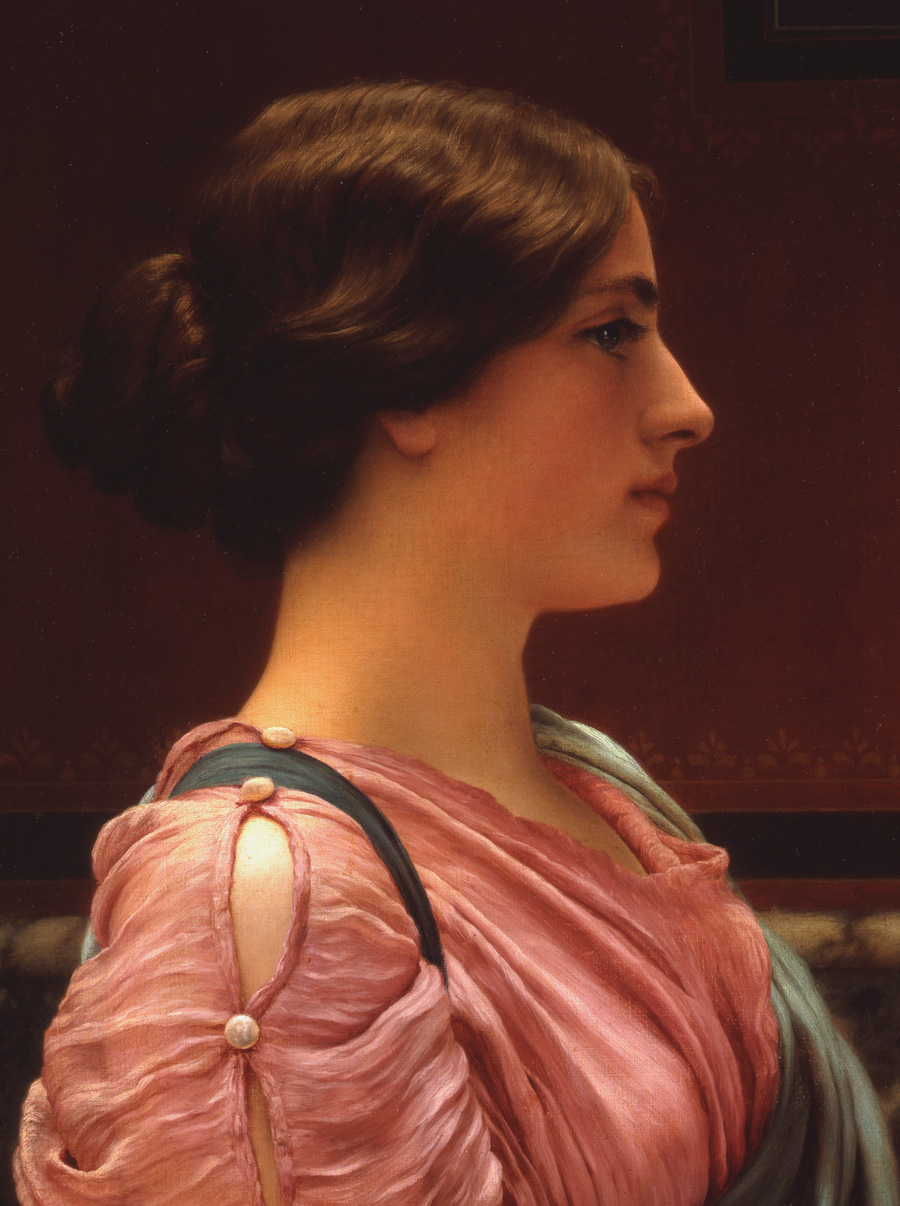
"A Classical Beauty"
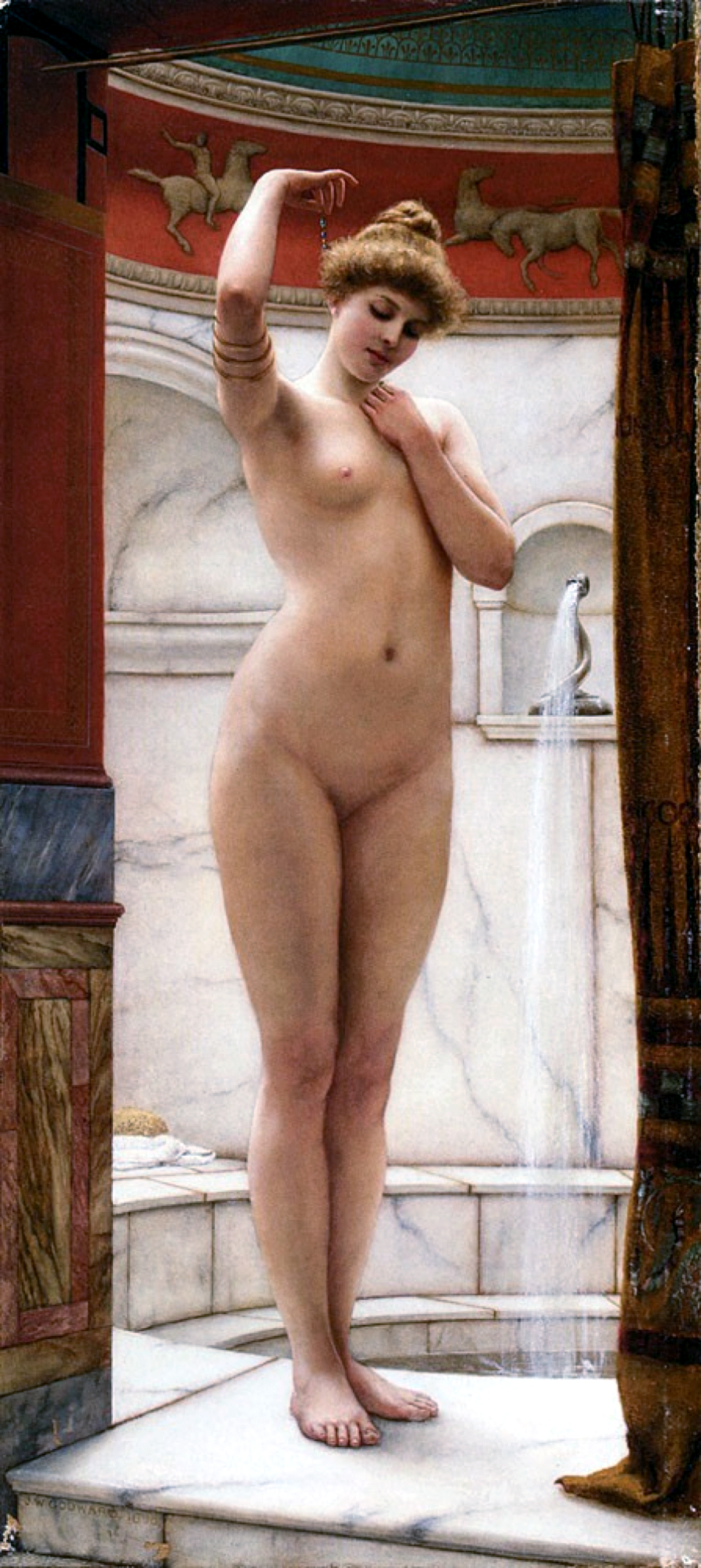
"A Pompeian Bath"
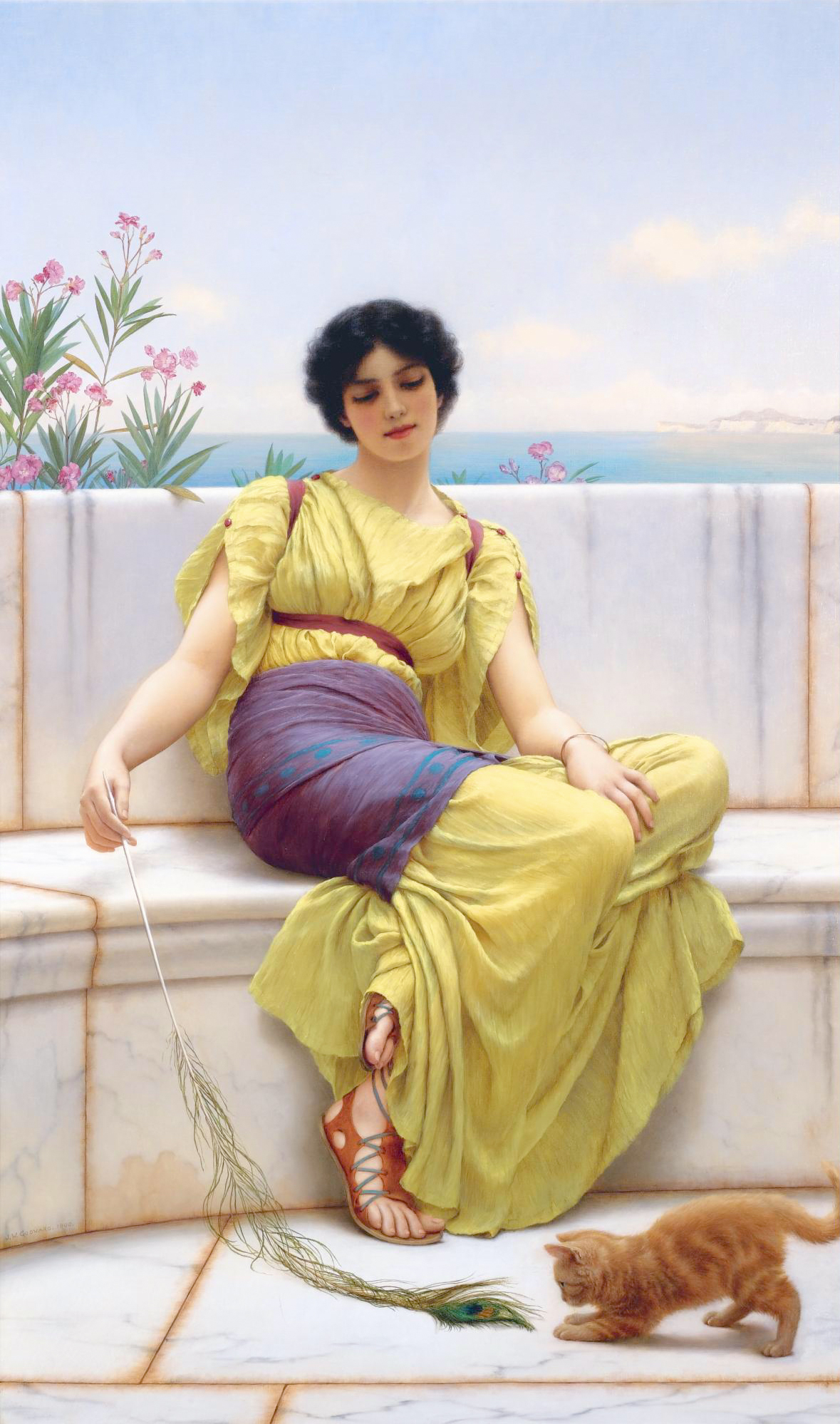
"Idleness", 1900
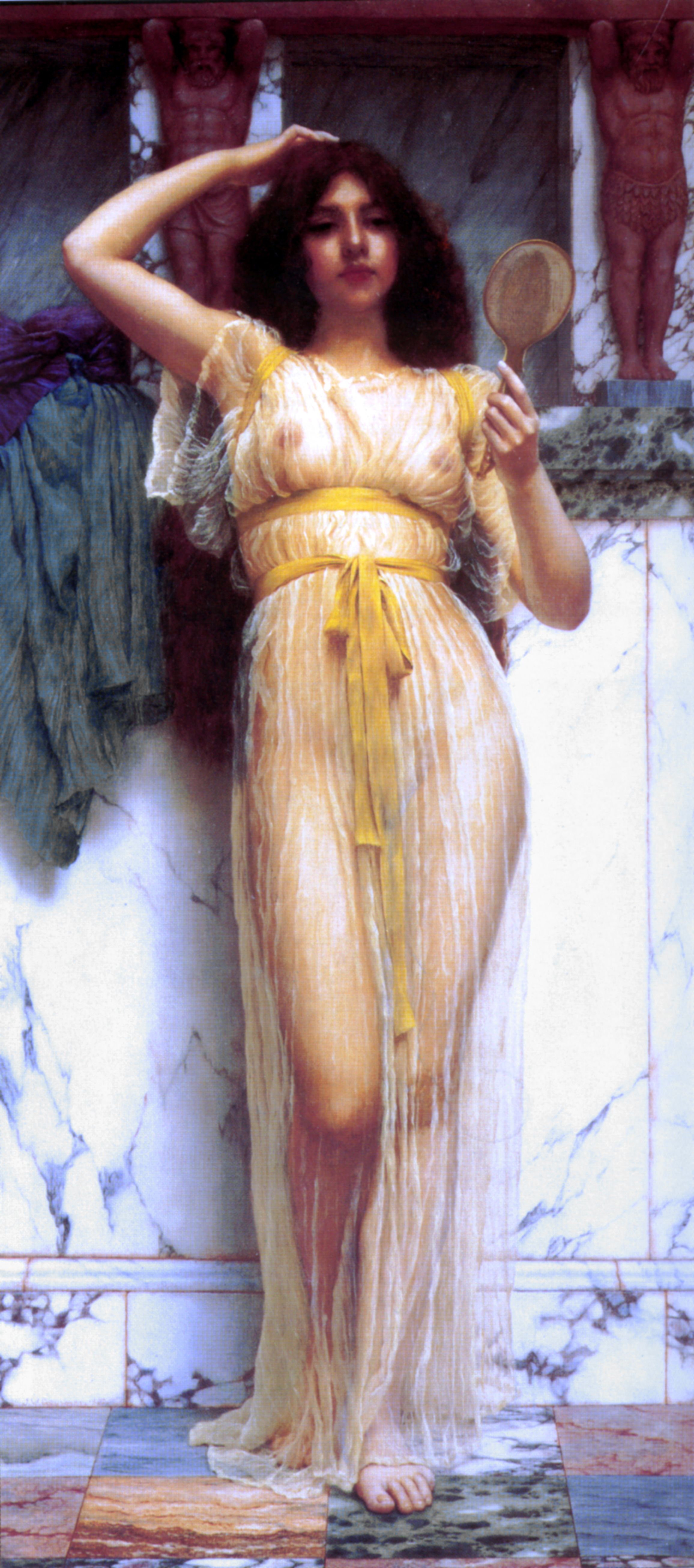
"The Mirror", 1899
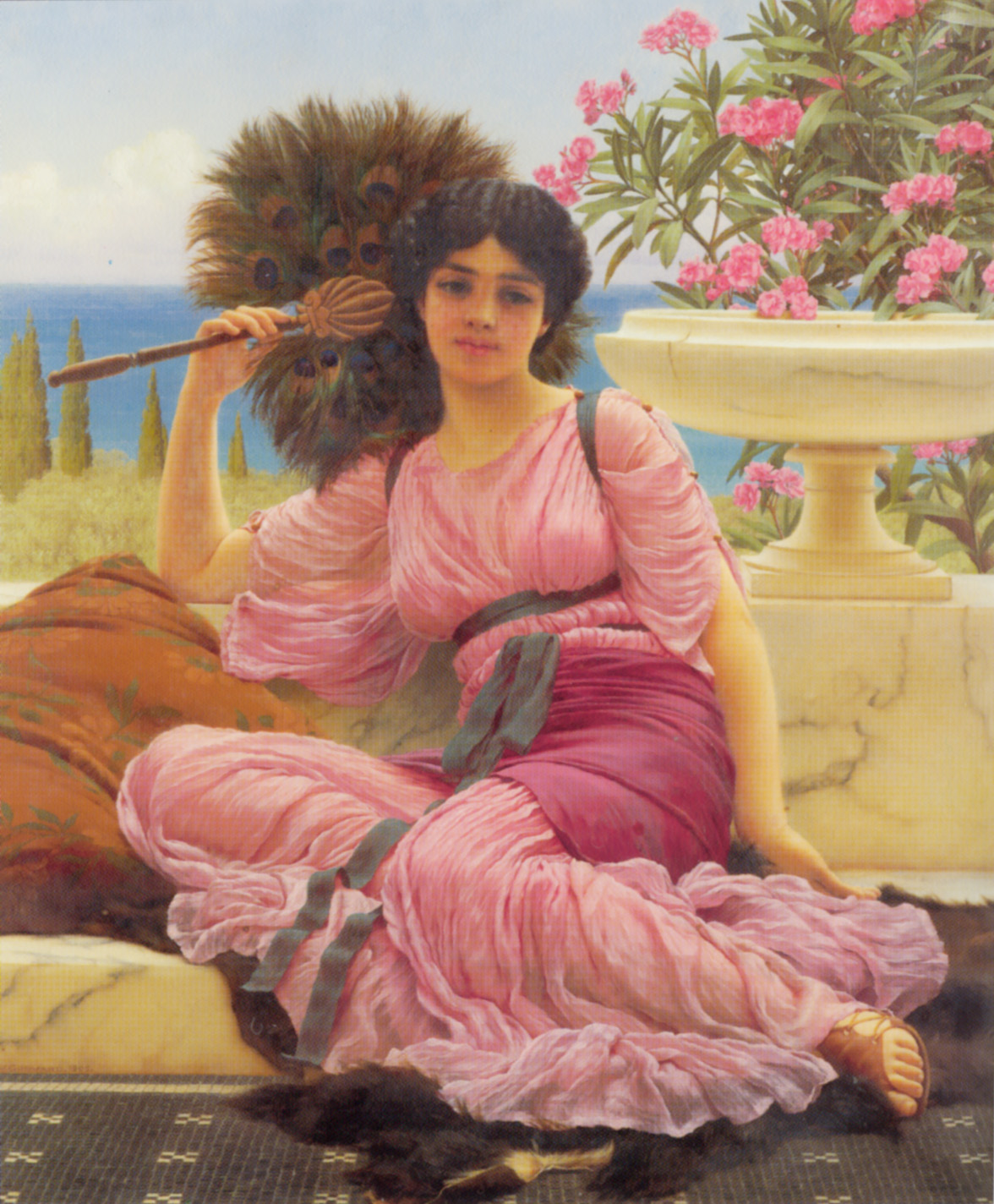
"Flabellifera", 1905
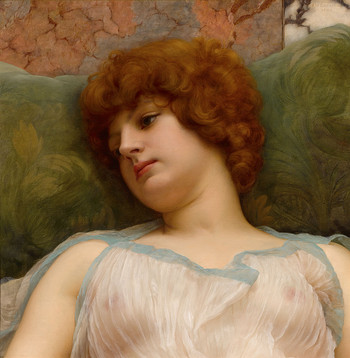
"Idle Moments", 1895
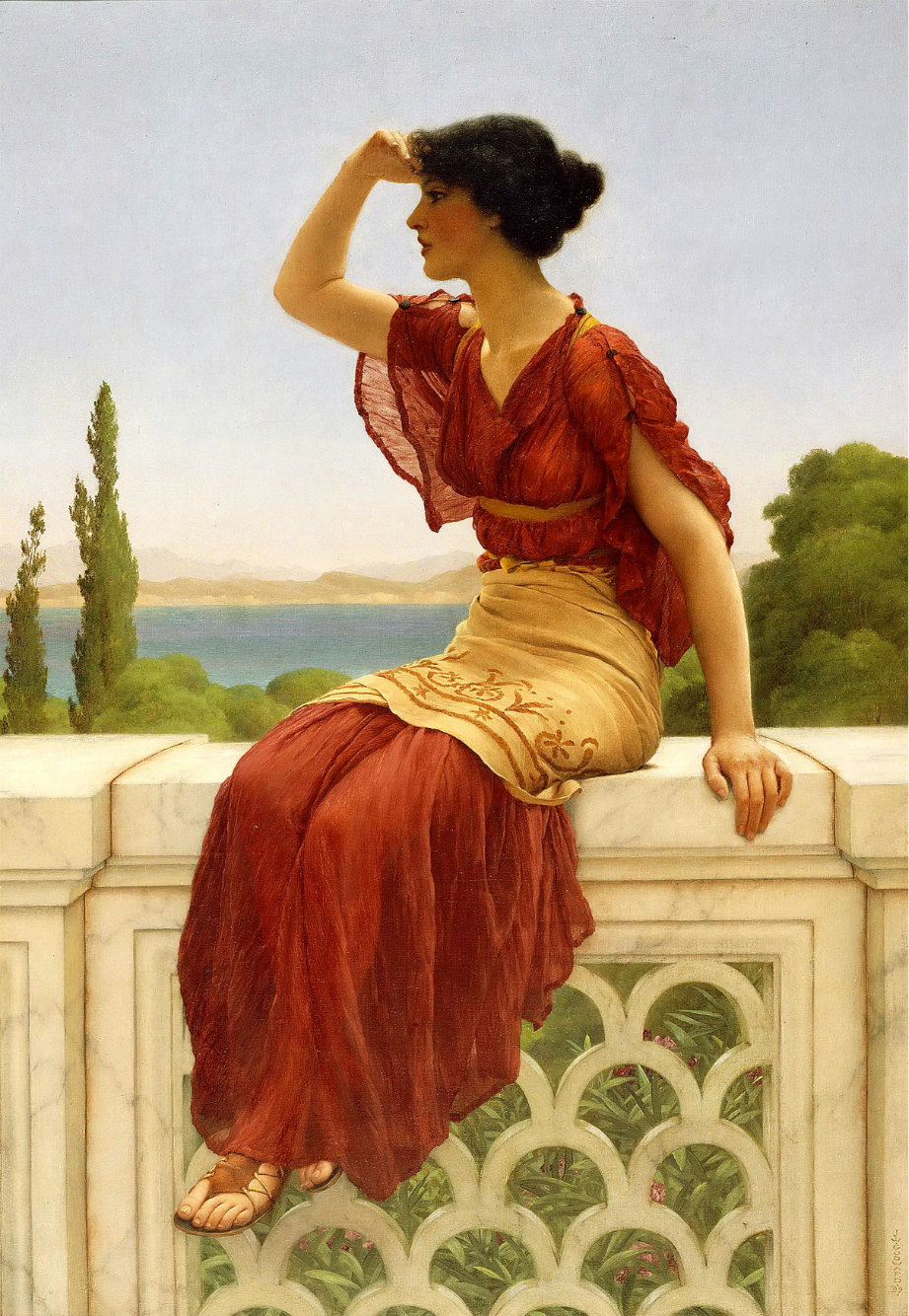
"The Signal", 1899